# صالح محمد العشبان
صالح محمد عناد صالح العشبان (مواليد 31 ديسمبر 1999 في البحرين) هو لاعب كرة قدم بحريني يجيد اللعب في مركز المهاجم. يلعب حاليا لصالح الأهلي الذي ينافس في الدوري البحريني الممتاز منذ 2024.

## روابط خارجية
- صالح محمد العشبان على موقع قاعدة بيانات كرة القدم.إي يو (الإنجليزية)